# Румен Пенин
Румен Любенов Пенин е български учен географ, професор и ръководител на катедра „Ландшафтознание и опазване на природната среда“ в Геолого-географски факултет на Софийски университет в периода 2006 – 2014 г., доктор от Московския държавен университет. Главен редактор е на електронното списание „Географ“.
Автор е на книги, учебници, ръководства, монографии, научни статии, както и на фотографските изложби „Географията като приключение, географията като пътешествие“ и „Географията – пътешествие и приключение“, представени в над 100 селища на България. Изнася поредица от лекции, свързани със своите пътешествия, както и с географското образование и обучение в десетки селища в страната. Той е инициатор и председател на организационния комитет на Българския географски фестивал.

## Биография
Роден е на 27 май 1958 г. в Септември, където завършва средното си образование. През периода 1978 – 1983 г. е студент в специалност География в Софийски университет „Св. Климент Охридски“. Завършва висшето си образование със специализация в катедра „Ландшафтознание и опазване на природната среда“. От 1983 до 1985 г. е учител по география в 7 СОУ Свети Седмочисленици в София и хоноруван асистент по физическа география на България в Софийски университет.
От 1985 г. е редовен аспирант в специалност Физическа география и биогеография, геохимия на ландшафтите и география на почвите в катедра „Геохимия на ландшафтите и география на почвите“, Географски факултет на МГУ „М. Ломоносов“ при Александър Перелман и Мария Глазовска. На 1 септември 1989 г. успешно защитава дисертация, свързана с геоекологичните проблеми на Югозападна България – басейна на река Струма, с научен ръководител акад. Николай Касимов.
През 1989 г. постъпва като редовен асистент в катедра „Ландшафтознание и опазване на природната среда“, като води упражнения, а по-късно и лекции по дисциплините Геохимия на ландшафтите, Природна география на континентите, Природна география на България, Природна география на Балканския полуостров, Природна среда за развитие на туризма, Полеви и лабораторни методи на геохимията на ландшафтите, Геоекологични проблеми и защитени природни територии в света. През 1997 г. е избран за доцент, а от 2013 г. е професор. Ръководил е на магистратура „Физическа география и ландшафтна екология“ в Геолого-географския факултет на СУ „Св. Климент Охридски“ в периода 2003 – 2006 г. и е научен ръководител на над 40 дипломанти и трима докторанти. Провежда научни учебни практики и е организатор на повече от 250 учебно-познавателни походи и екскурзии в страната и чужбина за студентите от специалностите на Геолого-географския факултет.

## Научна дейност
Участва с доклади в международни и национални конгреси, симпозиуми и конференции. През 1992 г. участва в XVII Международен географски конгрес във Вашингтон, САЩ, а през 1994 в XV Международен конгрес по почвени науки в Акапулко, Мексико. Участник е в няколко международни научни географски експедиции – Кавказ 1987; Монголия-Гоби 1990; Ладога 1991, 1992, 1995, 2007; Рила 1994, планината Боздаг (Гърция), Света Гора, Берковска планина и Козница, Бурел, Малешевска планина, Влахина, Огражден. Посетил е над 110 държави.
През 2003 г. той е инициатор за провеждането на първото национално състезание по география и икономика, което през 2005 г. прераства в национална олимпиада. До 2010 г. е председател на Националната комисия по география, организираща Националната олимпиада по география. Инициатор и председател на Организационния комитет за провеждане на Първия географски фестивал в Ямбол (2015), на Българския географски фестивал в Казанлък (2016), Пазарджик (2017), Русе (2018) и Стара Загора (2019).
Консултант по редица екологични проекти в областта на опазването на биологичното разнообразие и природозащитното образование. Член на колективите за разработване на проекти свързани с оптимизирането на природната среда в районите на Враца, Сливен, Златица – Пирдоп, Благоевград, Бобовдол, Земен.
Член е на Комисията „Ландшафтни анализи и ландшафтно планиране“ към Международния географски съюз - International Geographical Union (IGU).
Главен редактор на списание Географ и член на редакционната колегия на списание Известия на Българското географско дружество.
Член е на Българското географско дружество.

## Научни трудове
Научните му интереси са насочени в областта на ландшафтознанието, мониторинга и опазването на околната среда, регионалните екологични проблеми. Автор и съавтор е на над 200 научни труда, монографии, на учебници, ръководства и речници за висшето образование, на повече от 130 научнопопулярни статии, географски книги, на над 150 учебници, учебни помагала и атласи по география за средното образование..
Монографии, книги, учебници и учебни помагала
• Природен календар. С. Географ БГ, 2023.
- Света гора - Атон. География на духовността. Фотопис на един географ, С. Географ БГ, 2023.
- Природна география на континентите, С. Атласи, 2023 (в съавторство с Димитър   Желев)
- Ландшафтна география на България. С., Булвест 2000, 2011 (в съавторство с Ангел Велчев, Никола Тодоров и Мимоза Контева)
- Природна география на България, С., Булвест 2000, 2007
- Ръководство по физическа география на света. С., Изд. СУ „Св. Климент Охридски“ и Изд. БАН „Марин Дринов“, 1999 (в съавторство с Мимоза Контева)
- Физическа география и ландшафтна екология – терминологичен речник. С., Булвест 2000, 2007
- Петезичен терминологичен речник по физическа география. С., Булвест 2000, 2003 (в съавторство с Елеонора Николова и З. Калева)
- Геохимия на ландшафта. Гл. 25. Геохимия аквальных ландшафтов, стр. 549 – 560. М., Астреа-2000, 1999 (с автори А. Перельман и Н. Касимов)
- Экогеохимия ландшафтов. Гл. 5. стр. 159-164. ИП. Филимонов, М. 208 с. (автор   Касимов, Н.), 2013
- Сателитен учебен атлас, С. Атласи, 2023 (в съавторство с Евгения Сарафова)
- Природна и социално-икономическа география на България С., Булвест 2000, 2008 (в съавторство с Тони Трайков и Мариана Султанова)
- Ръководство по геохимия на ландшафтите. С., Изд. СУ „Св. Климент Охридски“, 1997
- Физикогеографски и ландшафтни изследвания в района на Земенския стационар. В съавторство с А. Велчев, П. Петров и др. С., Изд. СУ „Св. Климент Охридски“, 1993 (в съавторство с Ангел Велчев и Петър Петров)
- Атлас околна среда на Република България. В съавт. Сдружение „Български атласи“, С., 1995
- География – Програма и сборник от методически разработки на урочни и извънурочни дейности за природозащитно обучение. GEF-проект. Изд. „АБВ-тех“ С., 2000
- География на континентите и океаните. С., Булвест 2000, 2001
- География на Африка. С., Булвест-2000, 2003
- География на Южна Америка. С., Булвест 2000, 2005
- География на Северна Америка. С., Булвест 2000, 2011
- География на Азия. С., Булвест 2000, 2017
- 100 национални туристически обекта – пътеводител. С., Издател Бултекс, БТС, 2010. (в съавторство със Симеон Идакиев)
- Bulgarie: La nature de Bulgarie, un kaleidoscopede de la nature europeene. Projekt Promotion Bulgarie, (издание на френски, немски, английски и руски език), Sofia
- Юбилеен сборник „40 години Катедра Ландшафтознание и опазване на природната среда“ (съставител и научен редактор)
- География на Азия. С., Булвест 2000, 2017

Статии с научно-теоретичен и приложен характер
- Ландшафтно-геохимическая оценка заповедных территории Юго-Западной Болгарии. Канд. дис. Московски университет „М. В. Ломоносов“, Москва, 1989
- Ландшафтно-геохимична характеристика на резервата „Скакавица“ – Северозападна Рила. Известия на БГД, т. 27., София, 1988
- Екология и рак. Сборник материали от симпозиума „География на медицинското обслужване на населението“, 21 – 22 септември 1990, Бургас, 1990 (в съавторство с Ив. Димова)
- Латеральная миграция микроелементов в почвах фоновых и техногенных ландшафтов. Трудове на Института по експериментална мелиорация. г. Обнинск, 1990 (в съавторство с А. Корнилов, Ю. Куклин)
- Изграждане на информационна система на ландшафтно-геохимичния мониторинг. Доклади научната конференция с международно участие „Актуални проблеми по опазване на природната среда“ Еко-Русе 1990, 24 – 26.09.1990, ЦНТБ, № 1871/91, София, 1991 (в съавторство с Я. Матеев)
- Ландшафтно-геохимична диференциация на защитени природни територии от басейна на р. Струма. Доклади от научно-техническата конференция „Състояние на околната среда в НРБ и прогноза за нейното изменения“, 6 – 8.06.1990, ЦНТБ, № 801/91, София, 1991
- Геохимическая оценка состояния ландшафтов речного бассейна по донным отложениям. В „Мониторинг фонового загрязнения природных сред“ Вып.7, Ленинград, Гидрометеоиздат, 1991 (в съавторство с Н. Касимов)
- Полициклические ароматические углеводороды в речных донных отложениях как индикаторы антропогенного воздействия на окружающую среду. В „Мониторинг фонового загрязнения природных сред“, Вып. 7, Ленинград, Гидрометеоиздат, 1991 (в съавторство с А. Генадиев, Н. Касимов, И. Козин)
- Некоторые резултаты ландшафтно-геохимических исследований Народного парка „Витоша“. Ленинград, Известия ВГО, № 1, 1991
- Ландшафтно-геохимични аспекти на медико-географските изследвания. Сб.материали на IV конгрес по медицинска география, 7 – 9 октомври 1991, Варна, София, 1991
- Геохимична оценка на дънните отложения на река Струма и заболеваемост от някои злокачествени новообразувания по общини в Благоевградски окръг. Сб. материали на IV конгрес по медицинска география, 7 – 9 октомври 1991, Варна, София, 1991 (в съавторство със З. Валерианова, Ив. Димова, Ш. Данон, Х. Цветански, Л. Христова)
- Ландшафтно-геохимични изследвания в басейна на р. Струма. В сп. „Проблеми на географията“ № 4, С., 1992
- Ландшафтно-геохимични особености на резервата „Острица“ – Голо бърдо. Год. на СУ, кн. 2 „География“, т. 83, 1992 (в съавторство с А. Велчев)
- Биогеохимична специализация на ландшафтите в резервата „Острица“. Год. на СУ, кн. 2 „География“, т. 84, С., 1992
- Геоекологични изследвания в района на Мандренското езеро. В съавторство с А. Велчев и Н. Тодоров. Сб. доклади от Международен симпозиум „Екология-92“, 24 – 26 септември 1992, Бургас, 1992 (в съавторство с А. Велчев и Н. Тодоров)
- Антропогенни изменения и нарушения на ландшафтите в Бургаската низина и тяхната диференциация и класификация. Сб. доклади от Международен симпозиум „Екология-92“, 24 – 26 септември 1992, Бургас, 1992 (в съавторство с А. Велчев и Н. Тодоров)
- Компютърни системи в обработката на екологогеографска информация. Сборник материали от 3-та международна научна конференция „Актуални проблеми по опазване на природната среда Еко-Русе“, Русе, 1992 (в съавторство с Д. Биров)
- Ландшафтно-геохимични изследвания в райони със силно техногенно въздействие. Сб. материали от 3-та международна научна конференция „Актуални проблеми по опазване на природната среда Еко-Русе“, Русе, 1992
- Еколого-геохимични изследвания в техногенни територии. В сборник доклади от Международния симпозиум „Екология-93“, 9 – 13 септември 1993, Бургас
- Фонова ландшафтно-геохимична структура на резерватите от басейна на р. Струма. В сп. ”Проблеми на географията“ № 2, С., 1993
- Ландшафтно-геохимични особености на северния склон на планинаната Беласица в района на резервата „Скошник“, Известия на БГД, т. XXXVIII, Изд. СУ „Св. Климент Охридски“, С., 1993
- География и мониторинг на природната среда. Сб. доклади от Национална научно-практическа конференция по география, София, 9 – 10.04.1994, Изд. ”Фил-вест“, С., 1994
- Речният басейн като обект на ландшафтните изследвания. В сб.доклади от научна конференция „Теоретични проблеми на географското познание“, 10 – 11 септември 1993, Несебър, Изд. „Св. св. Кирил и Методий“, Велико Търново, 1994
- Влияние на варовото производство върху изменението и замърсяването на природната среда (по примера на Земенската котловина). Год. на СУ „Св. Климент Охридски“, кн. 2 „География“, т. 85, С., 1994 (в съавторство с А. Велчев, А. Асенов и др.)
- Ландшафтно-геохимични изследвания в басейна на р. Църна – Осоговска планина. Год. на СУ „Св. Климент Охридски“, кн. 2 „География“, т. 85
- Мястото на геоекологичните проблеми в учебното съдържание по география за шести клас. В сб. Геоекология, Филвест, С., 1994. (в съавторство с М. Силянова)
- Еколого-геохимични изследвания във Врачанската котловина. В съавторство с Д. Димитров. Год на СУ „Св. Климент Охридски“, кн. 2 „География“, т. 86, С., 1995 (в съавторство с Д. Димитров)
- Ландшафтни и техногеохимични изследвания в басейна на р. Сотирска. Год. на СУ „Св. Климент Охридски“, кн. 2 „География“, т. 86. С., 1995 (в съавторство с Ангел Велчев и Никола Тодоров)
- Геохимична характеристика на ландшафтите в резервата „Тисата“. Год на СУ „Св. Климент Охридски“, кн. 2 „География“, т. 87, С., 1995
- Ландшафтните паркове – нова форма на защитени територии в България. Год. на СУ „Св. Климент Охридски“, кн. 2 „География“, т. 87, С., 1995 (в съавторство с Ангел Велчев и Никола Тодоров)
- Почвено-геохимични изследвания в района на АТЗ Стара Загора. В сп. „Проблеми на географията“, кн.3., С., 1995 (в съавторство с Т. Тонева)
- Развитие и изменение на горската растителност в Берковска планина през последното столетие. В съавторство с А. Велчев. Год. на СУ „Св. Климент Охридски“, кн. 2 „География“, т. 88, С., 1997 (в съавторство с Ангел Велчев)
- Почвено-геохимични изследвания в район на добив и производство на цветни метали. В съавторство с В. Чернев. Год на СУ „Св. Климент Охридски“, кн. 2 „География“, т. 88, С., 1996 (в съавторство с В. Чернев)
- Ecologo-geochemical analisis of the background and technogenic landscapes of the Struma river Basin.Reports of International ecology conference „Stable development and ecology – XXI century“, 22 – 24 октомври 1991, Sofia
- Geochemical researches of the water`s complexes statement in the district of TMK „G. Damianov“ with the help of the bottom sediments. Reports of International ecology conference „Stable development and ecology – XXI century“, 22 – 24 октомври 1991, Sofia (в съавторство с V. Chernev, V. Rahneva)
- Landscape-geocheemical and geophysical approach in examination of ecological situations. Reports of International ecology conference „Stable development and ecology – XXI century“, 22 – 24 октомври Sofia, 1991 (в съавторство с G. Issachenko)
- Geoecological Approaches to Environmental Monitoring in Bulgaria. Reports, 27 International Geographical Congress, Washington, 9 – 14 август 1992
- Heavy Metals in the Soils of Bulgarian Mountain Region. Reports, 15-th World Congress of Soils Science, 10 – 16. July, Akapulco, Mexico, 1994
- Landscape and Geochemical Researches in some technogenic regions in Bulgaria. Global Changes and Geography. Abstracts. IGU Conference Moscow, Russia, 14 – 18 август 1995
- The Development of Landscape Ecology in Sofia University „St. Kliment Ohridski“. In: Landscape Science – Traditions and trends. Conference Proceedings. 8 – 12 септември 2004. Lviv, 2004. P. 65 (в съавторство с M. Konteva)
- Състояние и проблеми по опазването на почвено-растителната покривка в общините Златица и Пирдоп. Трудове на ВТУ „Св. св. Кирил и Методий“, т. 2 „География“, УИ на ВТУ, 1994 (в съавторство с В. Великов)
- Динамика ландшафта за 40 лет: еколого-флористический анализ. В сб. Длительные изменения и современное сосотояние ландшафтов Приладожья, Изд. Санкт-Петербургский Университет, 1995 (в съавторство с Г. Исаченко)
- Някои резултати от геоекологични проучвания в района на ММП „Елисейна“ ЕАД. В сп. „Проблеми на географията“, С., 1996, № 4 (в съавторство с П. Димитров)
- Еколого-флористический анализ как метод изучения длительных изменений ландшафтов. Сп. Проблеми на географията, кн. 1 – 2, С., 1997 (в съавторство с Г. Исаченко)
- Техногеохимични изследвания по долината на р. Янтра в района на Велико Търново – Горна Оряховица. Сп. Проблеми на географията, Изд. БАН, кн. 3 – 4, С., 1997 (в съавторство със З. Чолакова)
- Териториите с екологични проблеми – приоритет на географските изследвания. Сб. 100 години география в Софийския университет, международна научна конференция, С., 1998
- Резултати от геоекологични проучвания в източната част на Златишко-Пирдопската котловина (Антонско поле). Год. на СУ. кн. 2 „География“, т. 89, С., 2000 (в съавторство с Н. Николова)
- Фонови ландшафтно – геохимични изследвания в басейна на р. Палакария. Год. на СУ, кн 2 „География“, т. 89, С., 2000 (в съавторство с А. Гиков)
- Геохимия на дънните отложения на р. Струма в участъка от яз. „Студена“ до яз. „Пчелина“. Год. на СУ, кн. 2 „География“, т. 90, 2000 (в съавторство с В. Миланова)
- Геоекологичен мониторинг на високопланинските ландшафти в северозападна Рила. IX международен симпозиум „Екология – 2000“, Бургас, 2000 (в съавторство с Мимоза Контева, Ангел Велчев и Никола Тодоров)
- Еколого-геохимични изследвания на аквални ландшафти. Сб. доклади от Международната научна сесия „50 години Географски институт на БАН“, С., ноември 2000
- Ландшафтни особености на Миджур – Чипровска планина. Год. на СУ „Св. Климент Охридски“, кн. 2 „География“, т. 90, 2000 (в съавторство с Ангел Велчев, Мимоза Контева и Никола Тодоров)
- Биогеохимичните и почвеногеохимичните изследвания, като основа за медикогеографски проучвания. Сб. научни доклади от VI национален конгрес по медицинска география, 5 – 6.10.2000; С., 2000
- Субалпийски и алпийски ландшафти в басейна на р. Джерман – Северозападна Рила, Год. СУ, кн. 2. „География“, т. 91, 2001 (в съавторство с Мимоза Контева, Ангел Велчев и Никола Тодоров)
- Съдържание на тежки метали в почвите и дънните отложения на Кюстендилската котловина. Год. СУ, кн. 2 „География“, т. 91, 2001 (в съавторство с Хр. Стоянов)
- Геохимични особености на аквалншти речни ладшафти от техногенни райони на България. X международен симпозиум „Екология – 2001“ 7 – 9.06.2001, Бургас (в съавторство със Зорница Чолакова)
- Диференциация на високопланинските ландшафти в България и проблеми на тяхното използване. X международен симпозиум „Екология – 2001“ 7 – 9.06.2001, Бургас, (в съавторство с Мимоза Контева, Ангел Велчев и Никола Тодоров)
- География и регионални екологични изследвания. Доклади от научна конференция 22 – 24.09.2000, Китен, Унив. изд. „Св. Климент Охридски“, С., 2002
- Изследвания на ландшафтите в пограничните планини между България и Македония. Сб. доклади от Балканската научно-практическа конференция „Природният потенциал и устойчиво развитие на планинските райони“, юли 2001 г., Природен парк „Врачански Балкан“, Враца, 2001 (в съавторство с Ангел Велчев, Никола Тодоров и Мимоза Контева)
- Резултати от геоекологични проучвания в района на Врачанска планина. Сб. доклади от Балканската научно-практическа конференция „Природният потенциал и устойчиво развитие на планинските райони“, юли 2001, Природен парк „Врачански Балкан“, Враца, 2001 (в съавторство със Зорница Чолакова и П. Димитров)
- Някои особености в разпределението на тежки метали в дънните отложения на избрани техногенни райони на България. В сб. доклади „Наука, околна среда и устойчиво развитие“, „Faber“, В. Търново, 2002 (в съавторство със Зорница Чолакова)
- Съдържание на тежки метали в кафяви горски почви от избрани райони на България. Сб. Доклади от юбилейна научно-практическа конференцияна тема „Науката, методиката и училището – конфликтни точки, срещи и разминавания“, Смолян, 28 – 29.05.2002 (в съавторство със Зорница Чолакова)
- Идеите на проф. Д. Яранов в областта на ландшафтознанието и някои съвременни проблеми. Сб. доклади от научна конференция с международно участие в памет на проф. д-р Димитър Яранов, Варна, 2002 (в съавторство с Ангел Велчев, Никола Тодоров и Мимоза Контева)
- Ландшафтно – геохимични изследвания в среднопланинските територии от басейна на р. Широколъшка. Год. на СУ, кн. 2 „География“, т.92, 2002 (в съавторство с Цв. Коцев)
- Ландшафтни изследвания в Югоизточна Рила. Год. на СУ, кн. 2 „География“, т. 93, С., 2003 (в съавторство с Е. Гачев)
- Формиране и съвременна структура на студеноумерените хумидни ландшафти в басейна на р. Джерман – Северозападна Рила. Год. на СУ, кн.2-География, т. 93, 2003 (в съавторство с Ангел Велчев, Никола Тодоров и Мимоза Контева)
- Геохимични изследвания на ландшафтите в басейна на р. Разметаница. Год. на СУ „Св. Климент Охридски“, кн. 2 „География“, т. 94. С., 2002 (в съавторство с Цв. Богданов)
- Ландшафтно-екологични изследвания в района на гр. Димитровград. Год. На СУ, кн. 2 „География“, т. 95, 2003 (в съавторство с В. Стоянова)
- Ландшафтно-геохимични изследвания в района на гр. Видин и Дунав мост II. Сп. Проблеми на географията, 2003 (в съавторство с П. Тановска)
- Геохимията на ландшафтите – приоритетно научно направление при разкриване и решаване на екологични проблеми. Сборник „30 години катедра Ландшафтознание и опазване на природната среда“, С., 2003
- Регионална диференциация на ландшафтите в България. Сб. Природни науки. География. Юбилейна научна конференция посветена на 30-годишнината от основаването на Шуменския университет. Унив. изд. „Епископ Константин Преславски“. 2003 (в съавторство с Ангел Велчев и Никола Тодоров)
- Урбоекология (ландшафтно-геохимични аспекти). Сб. Географията вчера, днес и утре. УИ „Св. Климент Охридски“. С., 2004
- Ландшафтни и геохимични изследвания в Мусаленския дял на Рила. Год. на СУ, кн. 2 „География“, т. 96, 2004 (в съавторство с Б. Попдимитров)
- Еколого-геохимични проучвания в планината Голо бърдо, Год СУ, т. 97. С, 2005 (в съавторство с Р. Рангелова)
- Ландшафтно-екологични изследвания в басейна на р. Черни Осъм. Год. СУ, кн. „География“, т. 98, С., 2007 (в съавторство с Й. Цветков)
- Резултати от геохимични изследванияна аквалните ландшафти в райони на добив и преработка на медни руди. Год. СУ, кн. „География“, т. 99, С., 2007
- Урбоекология и екогеохимия на градските ландшафти. Год. СУ, кн. 2 „География“, т. 100, С, 2008
- Съвременна ландшафтна структура и геоекологично състояние на Габерската котловина (Бурел). Год. СУ, Геол.-геогр. фак., 102, № 2 „География“ (електронен вариант), 2011 (в съавторство с Мимоза Контева и Зорница Чолакова)
- Почвено-геохимични проучвания в планините Берковска и Козница (Западна Стара планина). Год. СУ, т. 104. кн. 2 „География“. С, 2013 (в съавторство със Зорница Чолакова)
- Eкогеохимични проучвания в басейна на река Сазлийка (почви – първа част), Сп. Проблеми на географията, изд. БАН, 2011 (в съавторство с Димитър Желев)
- Eкогеохимични проучвания в басейна на река Сазлийка (дънни отложения – втора част), Сп. Проблеми на географията, изд. БАН, 2011 (в съавторство с Димитър Желев)
- Ландшафтно-геохимические особености Афонского полуострова (Северная Греция). Известия Русского географического общество, Вып. 4., 2011 (в съавторство с Димитър Желев)
- Gegenwartige probleme bei der entsorgung von festen abfallen in den grob(z)en stadten Bulgariens. Abteilung fur Angewandte Geographie. Beitrage zum Symposium: „Kommunale Entsorgungs – und Umweltproblematik in Ost – Mitteleuropa nach der politischen Wende“, Graz, Austria, 1998 (в съавторство с N. Dimov)
- Heavy metals in the bottom sediments of rivers technogenic and background regions in Bulgaria, 5-th International Simposium and Exibition on Environmental Contamination in Central and Eastern Europe, 12 – 14 септември, Prague, 2000 (в съавторство с Z. Cholakova)
- Landscape investigations in the border mountains between Bulgaria and Republic Macedonia. Зборник од Вториот конгрес но географите на Република Македониjа, Охрид, 3 – 5.11.2000 (в съавторство с Ангел Велчев, Никола Тодоров и Мимоза Контева)
- Geochemistry of the Environment – global, regional and local aspects. First international conference Human dimensions of Global change in Bulgaria. 22 – 24 април, Sofia, Bulgaria, 2004
- Landscape – ecological researches in the region of metallurgic enterprise „Kremikovci“. Third international conference „Global Changes and regional challennges“, 28 – 29 април 2006, Sofia, Bulgaria, 2006 (в съавторство с L. Filtchev)
- Assessment of contemporary structure and geoecological status of the landscapes in Gaber Kettle (Burel) – In: Proceedings of the Fifth International Conference „Global Changes: Vulnerability, Mitigation and Adaptation“, 17 – 18 април 2008, Sofia, Bulgaria, Univ. Press, 103 – 108 (в съавторство с M. Konteva, Z. Cholakova, B. Momerova)
- Contemporary state of landscapes on northern slope of Berkovska planina mountain. „St. Kliment Ohridski“, In: Sixth International Conference: Global changes and regional development, 16 – 17 април 2010, Sofia, Bulgaria (в съавторство с M. Konteva, Z. Cholakova, N. Todorov)
- Landscape and biogeochemical investigations in Aton peninsula (Mount Atos). In: Sixth International Conference: Global changes and regional development, 16 – 17 април 2010, Sofia, Bulgaria (в съавторство с T. Stoilkova)
- Heavy Metals in Bottom Sediments of Dams of Martinka River’s Basin(Upper Thracian Plain). In: Seven International Conference: Global changes and regional development, April 2011, Sofia, Bulgaria (в съавторство с D. Zhelev, T. Stoilkova)
- Contemporary state and geoecological problems of the landscapes in Berkovska and Koznitsa mountains (West Stara planina). In: Seven International Conference: Global changes and regional development, April 2011, Sofia, Bulgaria (в съавторство с M. Konteva, N. Todorov, Z. Cholakova, D. Zhelev, B. Momerova, A. Stepchich)
- Ecogeochemical studies in the area of Medni rid (Bourgas region). In: Seven International Conference: Global changes and regional development, April 2011, Sofia, Bulgaria (в съавторство с K. Karacholova)

Статии с научно-педагогически характер
- Геоекологичните проблеми като част от географското образование. Сп. Обучението по география, кн. 4 – 5, 1996 (в съавторство със Зорница Чолакова)
- Въздухът – невидим за нас, но жизнено необходим за нашето съществуване. В Бюлетин за екологично образование, География, бр. 1, 1996 (в съавторство с Д. Йорданова, М. Амзина-Петрова)
- Природната география на света – нови моменти в учебната програма на специалност география на СУ. В сб. Географията днес – наблюдения и анализи, С., Изд. Филвест, 1997 (в съавторство с Мимоза Контева)
- Мониторинг на природната среда и географско образование. В сб. Географията днес – наблюдения и анализи, Изд. Филвест, С., 1997
- Народните паркове в обучението по география за средния курс. Сп. Обучението по география, кн. 4 – 6, С, 1998
- Ландшафтно-екологични аспекти на образованието в специалност „География“ в СУ „Св. Климент Охридски“. В сборник доклади „Наука, околна среда и устойчиво развитие“, „Faber“, В. Търново, 2002 (в съавторство с Мимоза Контева)
- Опазване на природната среда – ключова тема за диалог между Република България и Република Турция. В сб. Мрежа за интеркултурен диалог и образование: Турция-България, Изд. Формат Вижън, С., 2009. Пенин, Р. Туристическите ресурси на Република България и Република Турция – основа за интеркултурен обмен и образование. В сб. Мрежа за интеркултурен диалог и образование: Турция-България, Изд. Формат Вижън, С., 2009
- Централноазиатската експедиция (1923 – 1928) на семейство Рьорих – геограски аспекти. В сборник доклади от международна конференция Централноазиатската експедиция на Николай Рьорих (1923 – 1928). С., Камея, 2009
- Географски аспекти на интеркултурния диалог между Р. България и Р. Турция. В сб. доклади на Международна научна конференция – География и регионално развитие. София, 14 -17 октомври 2010 (в съавторство с Мимоза Контева)
- Doga ortaminin yakindan taninmasi – Bulgaristan cumhuriyeti ile Turkiye cumhuriyeti arasindaki dialog acisindan birincil bir konudur. Network for Intercultural Dialogue and Education: Turkey – Bulgaria, Uludag Universitesi, Bursa, 2009
- Bir kulturlerarasi degisim ve egitim temeli olarak Bulgaristan cumhuriyeti ile Turkiye cumhuriyet nin turizm kaynaklary, Network for Intercultural Dialogue and Education: Turkey – Bulgaria, Uludag Universitesi, Bursa, 2009